# Mariusz Rutkowski (filolog)
Mariusz Rutkowski (ur. 4 lutego 1970 w Olsztynie) – polski filolog, językoznawca, dr hab. nauk humanistycznych, profesor nadzwyczajny Instytutu Polonistyki i Logopedii Wydziału Humanistycznego Uniwersytetu Warmińsko-Mazurskiego w Olsztynie oraz Wyższej Szkoły Informatyki, Zarządzania i Administracji w Warszawie Wydziału Nauk Społecznych i Administracji.

## Życiorys
W 1995 ukończył studia filologii polskiej w Wyższej Szkole Pedagogicznej w Olsztynie, 21 marca 2000 obronił pracę doktorską Mikrotoponimia przestrzeni wspinaczkowej polskiego środowiska taternickiego, 11 marca 2008 habilitował się na podstawie pracy zatytułowanej Nazwy własne w strukturze metafory i metonimii. Proces deonimizacji. 9 maja 2018 nadano mu tytuł profesora w zakresie nauk humanistycznych.
Objął funkcję profesora nadzwyczajnego w Wyższej Szkole Informatyki, Zarządzania i Administracji w Warszawie na Wydziale Nauk Społecznych i Administracji, a także w Instytucie Polonistyki i Logopedii na Wydziale Humanistycznym Uniwersytetu Warmińsko-Mazurskiego w Olsztynie.
Piastuje stanowisko członka w Radzie Języka Polskiego Prezydium Polskiej Akademii Nauk i dyrektora Instytutu Polonistyki i Logopedii Wydziału Humanistycznego Uniwersytetu Warmińsko-Mazurskiego w Olsztynie. Jest przewodniczącym Rady Naukowej Dyscypliny Językoznawstwo na Wydziale Humanistycznym UWM, w marcu 2022 został powołany na stanowisko dziekana tego wydziału.